# Narella regularis
Narella regularis är en korallart som först beskrevs av Duchassaing och Giovanni Michelotti 1860.  Narella regularis ingår i släktet Narella och familjen Primnoidae. Inga underarter finns listade i Catalogue of Life.